# Liste des maires de Bordeaux
Pour des articles plus généraux, voir Bordeaux et Histoire de Bordeaux.
La ville de Bordeaux se dote d'institutions municipales en 1206 et ses Jurats élisent le premier maire de la ville en 1208. 242 maires se succèdent à la mairie au cours de l'histoire bordelaise.

## Naissance de la commune de Bordeaux

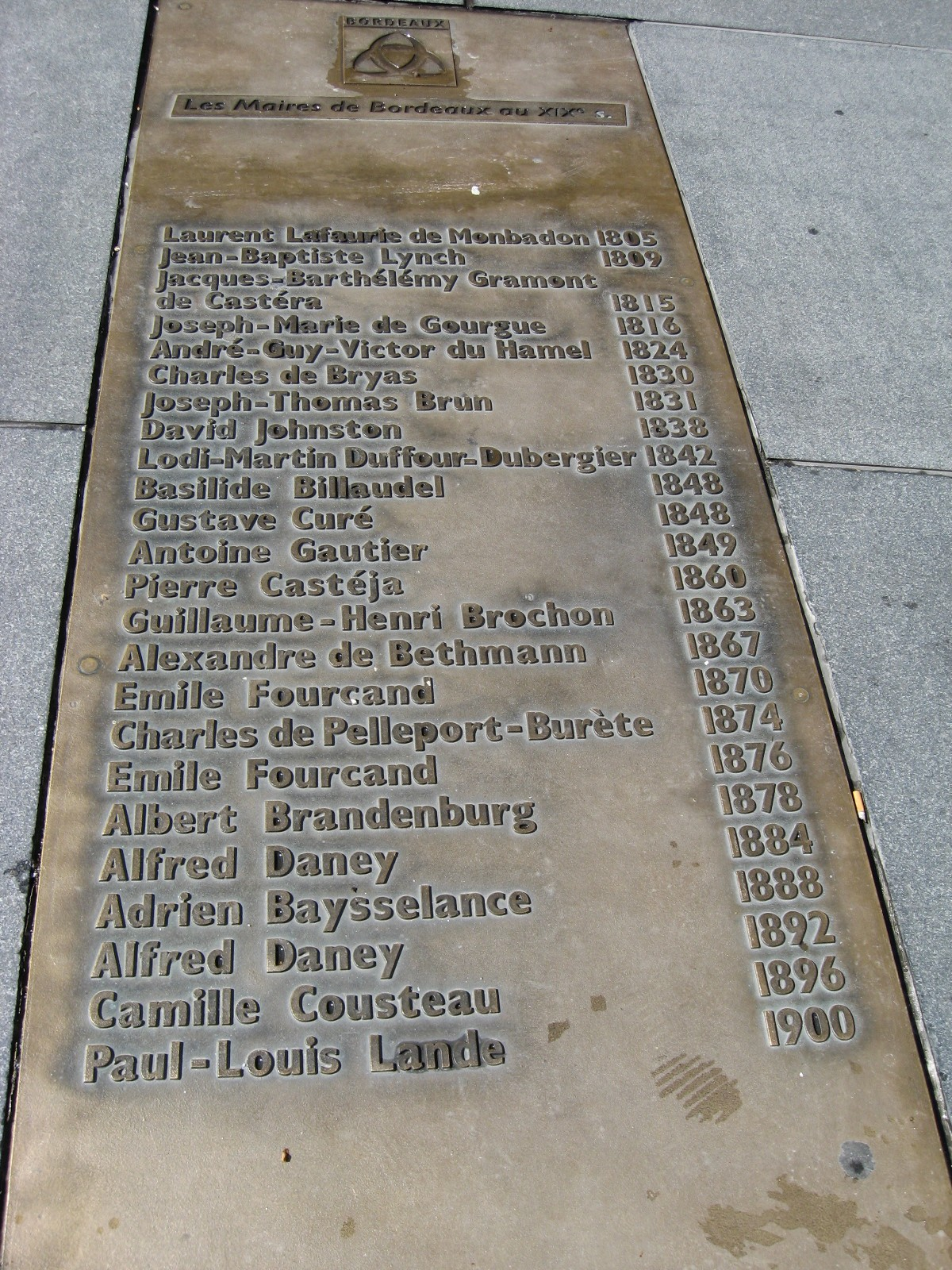
Liste des maires de Bordeaux au XIXe siècle, sur la plaque de la place Pey Berland.

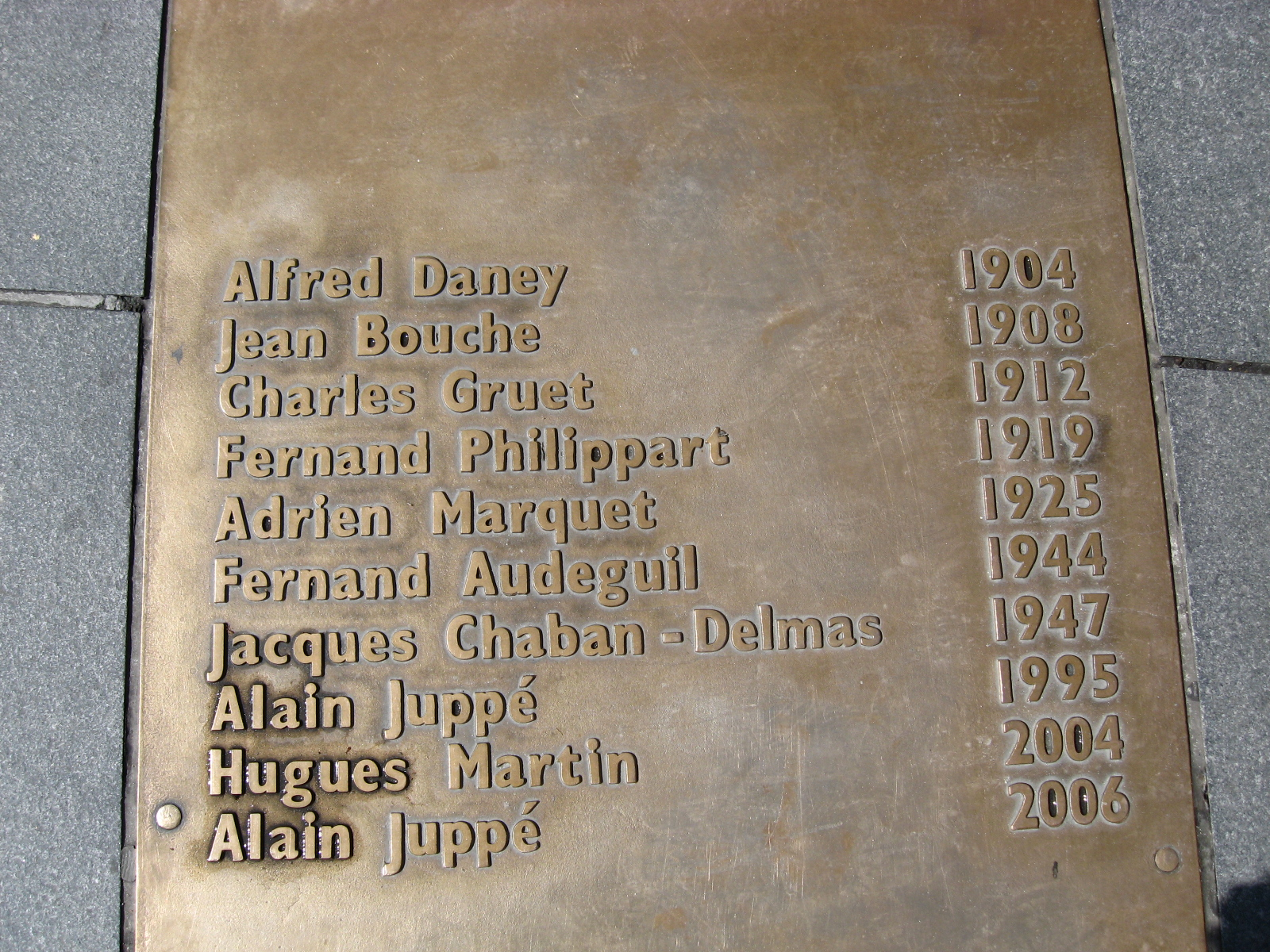
Liste des maires de Bordeaux au XXe siècle et XXIe siècle.

Le 30 avril 1206, après l'attaque de Bordeaux par le roi d'Angleterre, Jean sans Terre par une lettre aux « maire, jurats et fidèles de Bordeaux », annonce la désignation du nouveau sénéchal de Gascogne. Ce document est la preuve que Bordeaux s'administre avec ses propres magistrats sous la forme d'une commune.

## Liste des maires

### Maires de l'Ancien Régime
source
Henri Gradis indique dans son ouvrage Histoire de Bordeaux publié en 1901 que le premier maire de Bordeaux a été le seigneur de Monadey (domaine ayant appartenu à un monnayeur) en 1173, mais Henri Gradis ne donne pas de source à cette indication. En revanche, un écrit du 20 avril 1208 mentionne que Pierre Lambert (Petrus Lambertini) a été élu par 50 jurats.

#### XIIIesiècle
- Pierre Lambert (1208)
- Arnaud Lambert (1209)[5]
- Pierre Andron (1218)
- Bernard d'Acra (1219)
- Guillaume-Raimond Colom (1220 - 1e fois), fils de Pierre[6]
- Pierre Béguey (1222)
- Amanieu Colom (1227 - 1e fois), frère de Guillaume-Raimond
- Alexandre de Cambes (1228)
- Guillaume Rostan (1229)
- Raimond Monadey (1230)
- Amanieu Lambert (1231)
- Vigouroux Béguey (1232)
- Gaucelm Colom (1233), frère de Guillaume-Raimond
- Raimond Monadey (1234)
- Pierre I Caillau, le Prud'homme (1235)[7]
- Vigouroux Béguey (1236)
- Rostand I del Soler le Prud'homme (mars 1238 - 1e fois)[8]
- Raimond Manadey  (décembre 1238)
- Bernard d'Ailhan (1240)
- Martin Faure le Prud'homme (1241)
- Rostand I del Soler, le Prud'homme (1241 - 2e fois)
- Pierre Béguey, fils de Pierre (1242)
- Guillaume Gondaumer (1243-1244)
- Pierre Caillau II (1244), fils de Pierre I Caillau, le Prud'homme
- Guillaume-Raimon Colom (1245 - 2e fois)
- Jean Colom (1246-1247 - 1e fois), fils de Gaillard
- Guillaume Gondaumer (1247)
- Pierre Bonafous (1248)
- Guillaume Arnaud Monadey (1248)
- Martin Faure (1249)
- Guillaume Raimond Colom (1250 - 3e fois)
- Seguin Barba (1250-1251)
- Amanieu Colom (1251-1252 - 2e fois)
- Pierre Doat (1252-1253)
- Guillaume Raimond Colom (1253-1254 - 4e fois)
- Raimon Brun de Laporte (1254-1255)
- Pierre Gondaumer (1256)
- Arnaud-Guillaume Aymeric (1257)
- Guillaume Raimond Colom (1258 - 5e fois)
- Jean Colom (1259 - 2e fois)
- Arnaud I Caillau (1259-1260), fils de Pierre I Caillau, le Prud'homme
- Pierre Gondaumer (1260-1261)
- Guitar de Laporte  (1261)
- Raimond Monadey  (décembre 1261)
- Hugues de Broys (1262)
- Jean de Lalinde (1263)
- Henri de Cusances (ou de Courances) (1263-1264)
- Raimond Marquès (1264-1265)
- Hugues Rostan (1265-1266)
- Fortaner de Cazenove (1266-1267)
- Pons d'Antin (1268-1270)
- Fortaner de Cazenove (1270-1271)
- Hugues de Gamans (1271-1272)
- Pierre Gondaumer (1272-1274)
- Bernard Gaitapui (1274-1275)
- Henri le Gallois (1275)
- Brun de Saye (1275-1277)
- Guitard de Bourg (1277-1278)
- Bernard d'Ailhan (1278-1279)
- Pierre Estèbe (1279-1280)
- Rostand II del Soler (1280-1281), fils de Rostand I
- Simon Gondemer (1282)
- Pierre del Soler (1282-1283), fils de Rostand I
- Jean Colom (1283-1284 - 3e fois)
- Arnaud Modaney (1284-1285)
- Pierre Colom, de Rue neuve (1285-1286), fils de Gaillard
- Bernard Ferradre (1287-1288)
- Thomas de Sandwich  (1288-1289)
- Vital Pansa (gouverneur) (1289-1290)
- Arnaud de la Naude (septembre 1290)
- Pierre Daussure (1291)
- Pierre Dumas (1292)
- Guiraud de Lacour (1293)
- Alexandre de la Pébrée (1293-1294)
- Girmond de Burlats (1294)
- Arnaud Olivei (1294)
- Gilbert Auboyn (mars 1295)
- Guillaume de Rabastens (1295-1296)
- Bertrand du Faugas (1296-1300)

#### XIVesiècle
sources, :
- Jean Béguey (1300-1302)
- Etienne Dissenta (Avril 1302)
- Guillaume de Rabastens (Août 1302)
- Arnaud III Caillau (1303-1304 - 1e fois)[11], petit-fils de Pierre I Caillau, le Prud'homme et fils d'Arnaud II Caillau
- Fortaner de Batz (1305)
- Arnaud III Caillau (1306 - 2e fois)[11]
- Guitard Dissenta (Juillet 1306)
- Arnaud III Caillau (1307-1308 - 3e fois)[11]
- Pierre IV Caillau Le Jeune de la Rue-Neuve (1308-1310), petit-fils de de Pierre II Caillau et fils de Pierre III Caillau
- Amanieu du Foussat (janvier 1311-janvier 1312)
- Odon de Lados	(1310-1312)
- Assieu de Galard (1312-1315)
- Elie Audouin	(1315-1316)
- Arnaud Audouin (1316)
- Guillaume de Toulouse	(1316)
- Dominique de Roncevaux (1316-1317)
- Elie de Labatseuba (1317-1318)
- Loup Bergonh (Mai 1319)
- Odon de Miossens (1319-1321)
- Jean Hoguet (Février 1322)
- Raimond Durand (1322)
- Raimond de Miossens (30 novembre 1322 - 9 août 1323)
- Robert de Shirland (6 juillet 1323 - août 1324)
- Robert Swynburne (Avril 1325)
- John de Hausted ou Jean de Haustède (1325-1327)
- Arnaud de Montpezat (1328-1331)
- Jean de Saint-Phelibert (1331-1332)
- Guillaume-Sanche de Pommier (1332-1333)
- Jean de Lile	(1334-1343)
- Guillaume Stury (Avril 1345)
- Thomas Roos de Dowesby (1354-1359)
- Arnaud Sauvage (1359-1365)
- Richard de Walkfare (1366-1369)
- Robert Ros (1371-1375)
- Jean Molton (1375-1381)
- David Cradok (1382-1387)
- John Trailly (1389-1398)
- Pierre Cutie (1399-1400)
- John Trailly (Février 1400)

#### XVesiècle
- Edmont Thorpe  (Juillet 1402)
- Hugues Lutherell  (1402)
- Guillaume-Amanieu de Madaillan (1404)
- Thomas Swynburne  (1405-1412)
- Peter Buckton  (1412-1413)
- John Saint John (en) (1413-1422)
- John Radcliff  (juin 1423)
- John Saint John (en)  (1425)
- Laurence Merbury (en)  (1427)
- John Holland  (1428-1430)
- John Bayle  (1432)
- Gadifer Shorthose  (1434-1451)
- Jean Bureau  (août 1451)
- Henry Redford (maire de Bordeaux) (1452)
- Jean Bureau  (1453)
- Jean de Lalande  (1460)
- Charles des Astars  (1463)
- Jean Albun  (1470)
- Jean de Mommerin  (1472)
- Jean de Durfort  (1480)
- Poncet de la Rivière (1485)
- Jean de Durfort (1495)

#### De 1520 à la Révolution

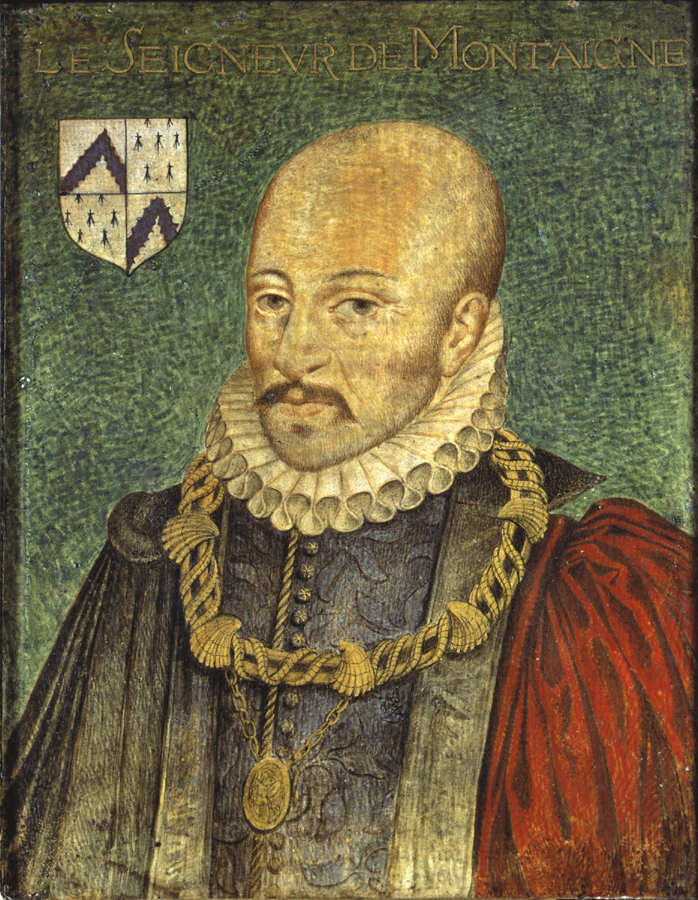
Montaigne, maire de 1581 à 1585.

- Bertrand de Madaillan d'Estissac, nommé maire perpétuel par François Ier (1520 - 1522)
- Philippe Chabot, nommé maire perpétuel par François Ier (1525 - 1531)
- Charles Chabot, nommé maire perpétuel par François Ier (1531 - 1545)
- Guy Chabot, nommé maire perpétuel par François Ier (1545 - 1548) ; Louis de Rostaing, seigneur de la Tour (l'actuel château La Tour Haut-Brion) exerce la réalité de la charge.
- 24 prud'hommes remplacent le maire de 1548 à 1550, l'Hôtel de Ville est rasé par ordre du roi. Henri II pardonne à la ville et fait arrêter la démolition, grâce à l'éloquence de Guillaume le Blanc, jurat et avocat.
- François de Lamothe (1550 - 1552)
- Gaston de L'Isle (1552 - 1554)
- Pierre Eyquem de Montaigne (1554 - 1556)
- Louis de Saint-Gelais de Lansac (1556 - 1558)
- François de Lamothe, est réélu en 1558 mais il meurt l'année suivante.
- Pierre Geneste (1559 - 1561); en 1560 la jurade de Bordeaux retrouve sa juridiction criminelle.
- Antoine de Noailles (1561 - 1563) ; Lieutenant du roi, capitaine et gouverneur de la ville, amiral des mers de Guyenne, en homme de guerre il renforce les fortifications de la cité.
- Gaston de L'Isle (1563 - 1564)
- Gaston de la Touche (1564 - 1567)
- Guy de Saint-Gelais de Lansac (1567 - 1571)
- Henri de Foix (1571 - 1573)
- Charles de Montferrand, imposé par Montluc, il sera tué d'un coup d'arquebuse au siège de Gensac en 1574
- Joseph d'Eymar, ancien président de la Cour, il reçoit l'appui du Parlement (1575-1577). Il vend le titre de bourgeois à des étrangers pour payer les troupes ; certains marchands portugais l'achètent.
- Armand de Gontaut-Biron (1577 - 1581) ; le grand maître de l'artillerie, bien qu'imposé par le roi, doit subir l'influence du Parlement au point que la reine en personne devra se déplacer pour en imposer aux parlementaires.
- Michel de Montaigne (12 septembre 1581 - 1585) ; contre sa volonté, imposé par le roi.
- Jacques II de Goyon de Matignon, sieur de Matignon, Maréchal de France (1585 - 1599)
- Alphonse d'Ornano (1599-1610)
- Antoine de Roquelaure (1610-1611), Baron de Lavardens et de Biron
- Aymeric Jaubert de Barrault (1611-1613), Sieur de Lugaignac
- Antoine de Roquelaure (1613-1617), Baron de Lavardens et de Biron
- Henri Desprez de Montpezat (1617-1620).

La fonction de maire de Bordeaux est supprimée de 1620 à 1653 par Louis XIII. Trois nouveaux jurats remplaceront celui-ci. Après la chute de l'Ormée et la fin de la Fronde, Louis XIV considère qu'il est dangereux de laisser une grande ville sans maire. Il décide alors de désigner le maire et l'intendant. Pendant 115 ans ces derniers seront les représentants d'un état centralisateur. En 1692 Louis XIV décide de vendre la charge de maire pour renflouer les caisses de l'État. La famille d'Estrades va détenir la charge de maire de Bordeaux pendant 115 ans.
- Godefroi d'Estrades (1653-1675), comte d'Estrades
- Louis d'Estrades (1675-1711), marquis d'Estrades
- Louis-Godefroi d'Estrades (1711-1717), comte d'Estrades
- Louis-Godefroi d'Estrades, deuxième du nom (1717-1769), marquis d'Estrades
- Vicomte Louis de Noé (1769-1790)

### Maires de Bordeaux de la Révolution à 1805

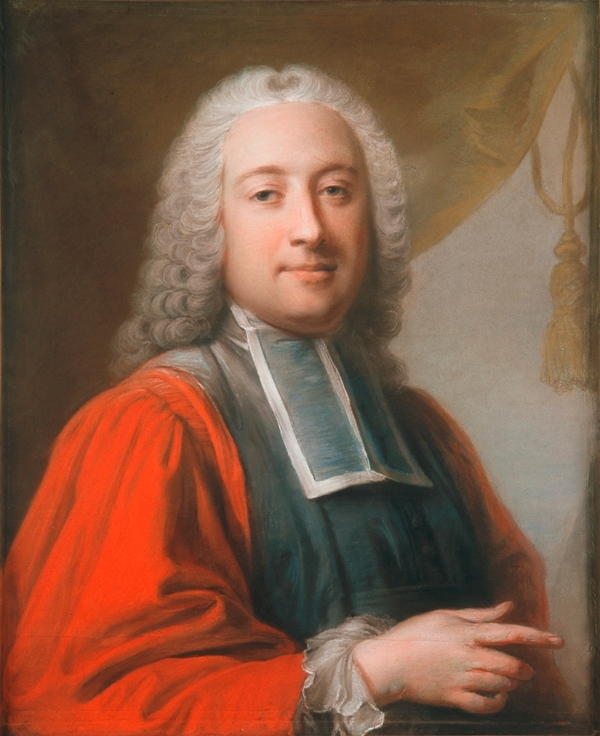
François-Armand de Saige

#### Liste des maires de 1790 à 1796
- Joseph de Fumel (1790-1791), Comte de Fumel
- François-Armand de Saige (1791-1793), guillotiné le 25 octobre 1793.
- Joseph-François Bertrand (1793-1794)
- Pierre Thomas (1794)
- Jean Ferrière dit Colck (1794-1796)

#### Liste des maires de 1796 à 1805, par arrondissement
1796 : séparation en trois arrondissements et trois municipalités : Nord, 1er arrond. ; Sud, 2e arrond. ; Centre, 3e arrondissement.
| 1er arrondissement, ou Bordeaux Nord | 2e arrondissement, ou Bordeaux Sud                                                        | 3e arrondissement, ou Bordeaux Centre                                                             |
| --- | ----------------------------------------------------------------------------------------- | ------------------------------------------------------------------------------------------------- |
| - Jean Ferrière dit Colck (1796-1797) - Jean-Baptiste Mareilhac (1797-1798) - Jean-Baptiste Lartigue (1798-1799) - Rochefort (1799-1800) - Charles-Jacques Fieffé (1800). | - Jean-Baptiste Lartigue (1796-1798) - Bécheau (1798-1800) - Jean-Baptiste Mathieu (1800) | - Pierre Lucadou (1796-1799) - Giraud (1799-1800) - Pierre-Barthélémy Portal d'Albarèdes (1800 ?) |

### Maires de Bordeaux de 1805 à 1882
Les trois arrondissements de Bordeaux sont réunifiés en 1805.
| Période | Période | Identité                              | Étiquette   | Qualité |
| ------- | ------- | ------------------------------------- | ----------- | --- |
| 1805    | 1809    | Laurent Lafaurie de Monbadon          |             | |
| 1809    | 1815    | Jean-Baptiste Lynch                   |             | Conseiller au parlement de Bordeaux en 1771, puis président aux requêtes, conseiller général sous le Consulat, puis comte de l'Empire, pair de France.. Nommé par l'Empereur maire de Bordeaux en 1809, il livre la ville à Louis XVIII en 1814 |
| 1815    | 1816    | Jacques Barthélémy Gramont de Castéra |             | Négociant. Démissionnera pour laisser la place à l'ancien Maire |
| 1816    | 1824    | Joseph-Marie de Gourgue               |             | Le vicomte Joseph-Marie de Gourgue fut maire de Bordeaux de 1816 à 1823 et député de 1821 à 1827. |
| 1824    | 1830    | Victor du Hamel                       | Royaliste   | vicomte |
| 1830    | 1831    | Charles de Bryas                      |             | |
| 1831    | 1838    | Joseph-Thomas Brun                    |             | |
| 1838    | 1842    | David Johnston                        |             | Fils d'un négociant irlandais établi à Bordeaux, fondateur de la manufacture de porcelaine et de faïence qui porte son nom. |
| 1842    | 1842    | Pierre de Pelleport                   |             | Vicomte, général d'Empire, commandant supérieur de la garde nationale de Bordeaux (1831). Le 25 décembre 1841, le roi le nomma pair de France, et, l'année suivante, maire de Bordeaux ; il refusa ces dernières fonctions par raison d'âge.    |
| 1842    | 1848    | Lodi-Martin Duffour-Dubergier         |             | Négociant en vin, président de la Chambre de Commerce. |
| 1848    | 1848    | Jean-Baptiste Basilide Billaudel      |             | Ingénieur des ponts et chaussées, constructeur du Pont de Pierre de Bordeaux avec son beau-père Claude Deschamps. Conseiller général du département de la Gironde (1839-1847)                                                                   |
| 1848    | 1849    | Gustave Curé                          |             | Négociant, conseiller général, député (1857-1869), vice-président du Conseil général de la Gironde. Il assure la tranquillité des Bordelais durant la Révolution de 1848                                                                        |
| 1849    | 1860    | Antoine Gautier                       |             | Nommé maire par le ministre de l’Intérieur sur avis du Préfet, il doit donc sa nomination à ses réseaux bordelais au sein des « élites locales ». Ainsi, il est soumis à « l'autorité de son ministre de tutelle ».                             |
| 1860    | 1863    | Pierre Castéja                        |             | Substitut du procureur auprès du parquet de Bordeaux puis notaire. Propriétaire du Château Duhart-Milon. Nommé maire par Napoléon III |
| 1863    | 1867    | Guillaume-Henri Brochon               |             | Avocat réputé, bâtonnier de l'ordre en 1850. Nommé maire par Napoléon III |
| 1867    | 1870    | Alexandre de Bethmann                 |             | Négociant avec les colonies |
| 1870    | 1874    | Émile Fourcand                        | Républicain | Négociant. Émile Fourcand a été élu le 14 décembre 1875 sénateur inamovible, poste qu'il conserva jusqu'à sa mort en 1881. Membre de laFranc-maçonnerie bordelaise                                                                              |
| 1874    | 1876    | Charles de Pelleport-Burète           |             | Vicomte. Avocat. Fils du général Pierre de Pelleport. Fonctionnaire. Après son mandat de maire il sera sénateur de la Gironde de 1876 à 1879 |
| 1876    | 1878    | Émile Fourcand                        | Républicain | Négociant |
| 1878    | 1882    | Albert Brandenburg                    |             | Négociant |

### Maires de Bordeaux de 1882 à laLibération
Les maires des villes de France sont élus depuis 1882, en vertu de la loi du 4 mars, qui retire au gouvernement de la République le privilège de nommer les  maries des villes de France. A Bordeaux, c’est Albert Brandenburg qui devient le premier maire élu par un conseil municipal élu au suffrage universel (réservé aux hommes).

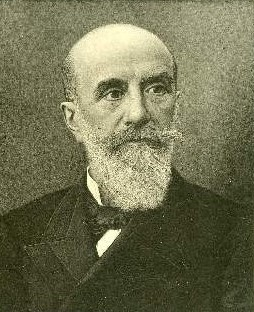
Camille Cousteau, 1er maire socialiste de Bordeaux
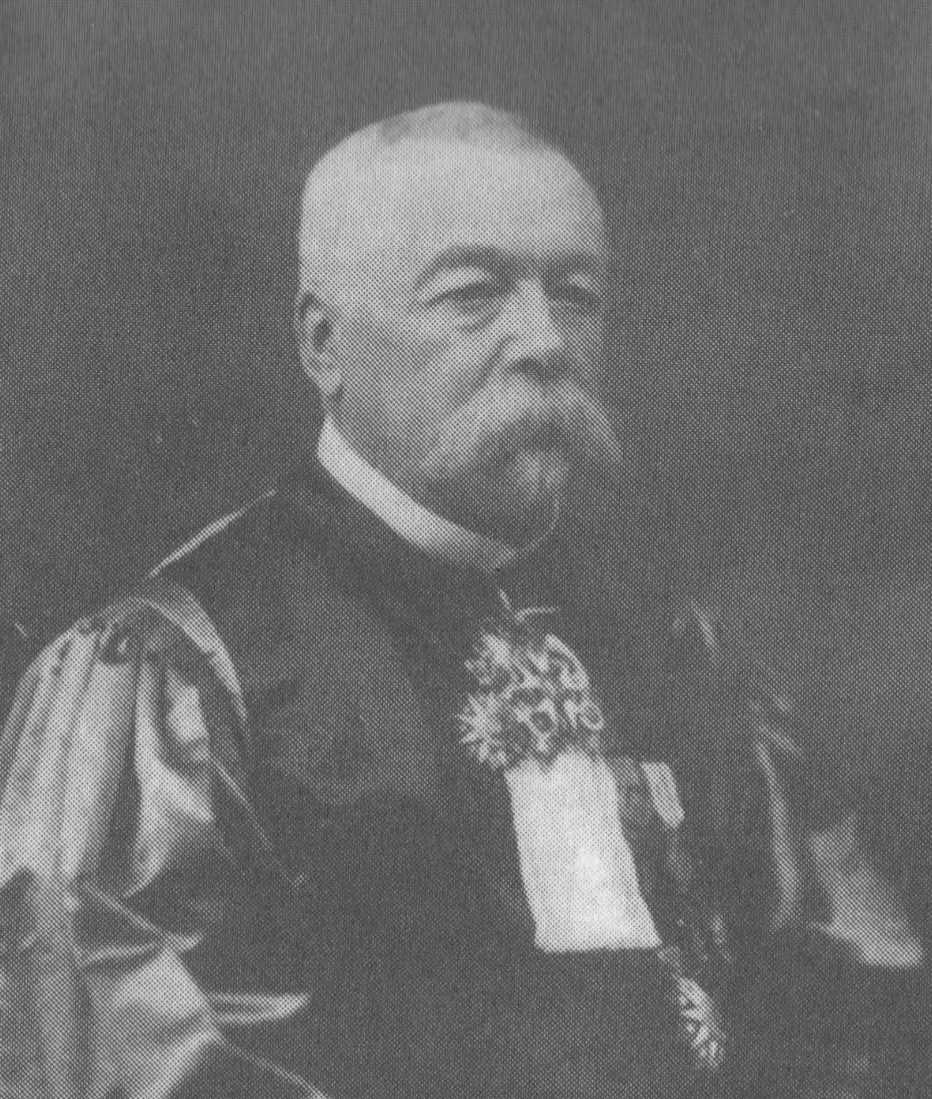
Paul-Louis Lande
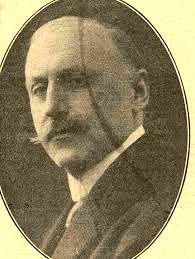
Fernand Philippart
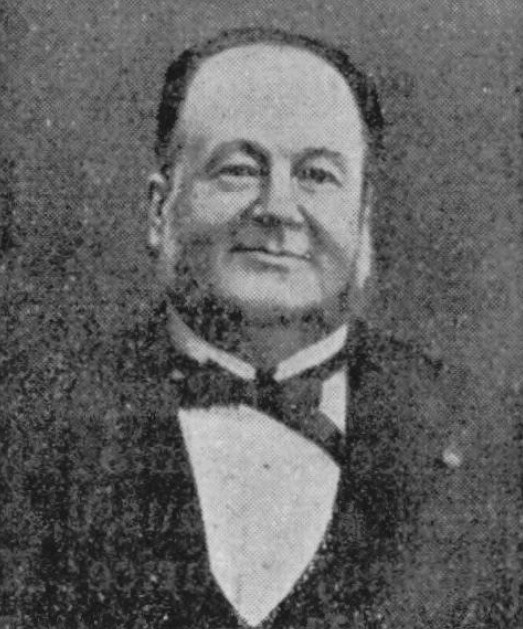
Alfred Daney
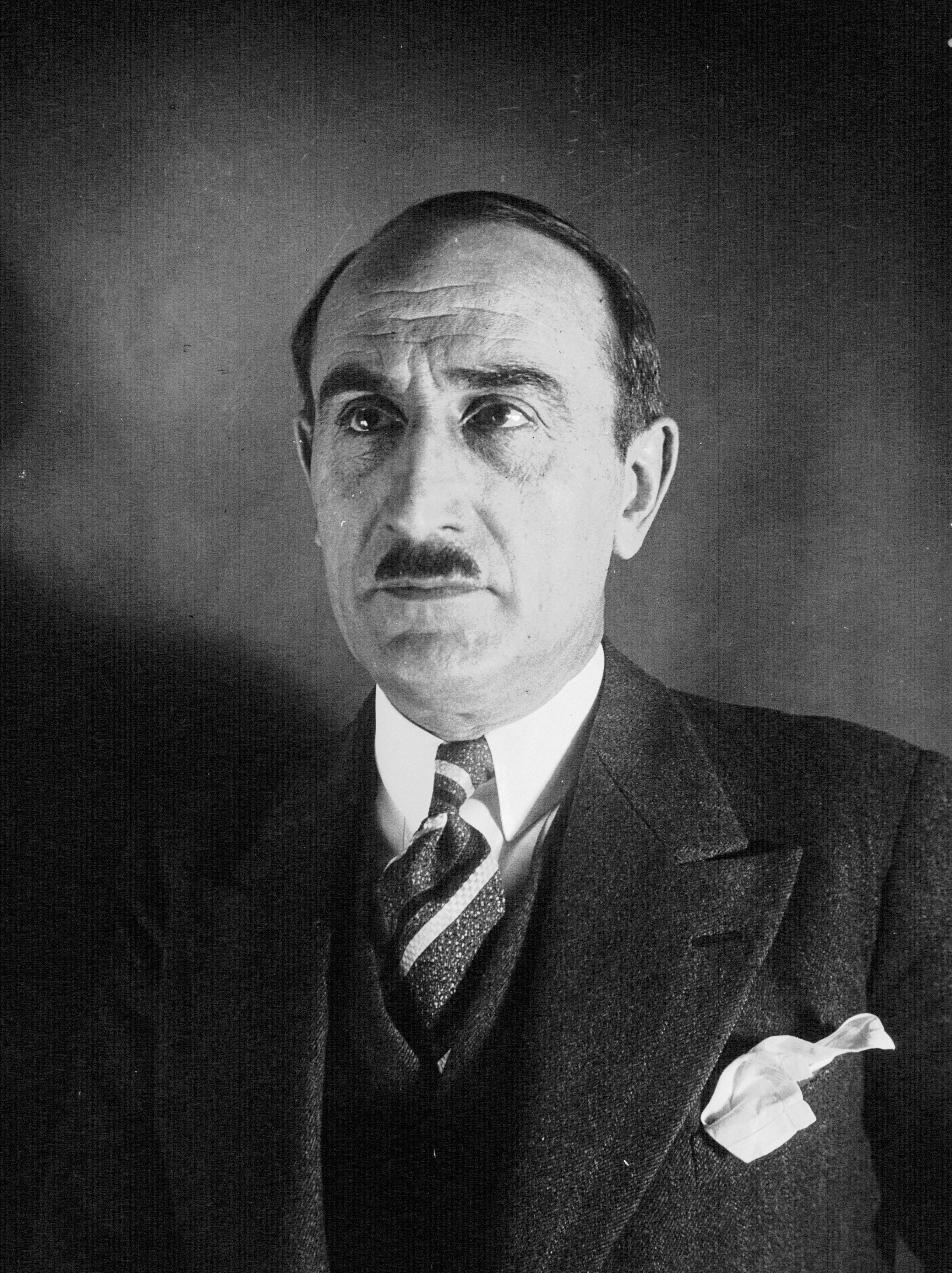
Adrien Marquet

| Période           | Période          | Identité            | Étiquette | Qualité |
| ----------------- | ---------------- | ------------------- | --- | --- |
| 1882              | 1884             | Albert Brandenburg  | | Négociant |
| 1884              | 1888             | Alfred Daney        | Républicain | Négociant |
| 1888              | 1892             | Adrien Bayssellance | | Ingénieur |
| 1892              | 1896             | Alfred Daney        | Républicain | Négociant |
| 17 mai 1896       | 29 janvier 1900  | Camille Cousteau    | Parti ouvrier français, Pacte de Bordeaux (liste dite « anti-opportuniste », composée de radicaux, socialistes, boulangistes et royalistes) | Premier maire socialiste de Bordeaux |
| 20 mai 1900       | 14 mai 1904      | Paul-Louis Lande    | Concentration républicaine (marqué à gauche, regroupant républicains modérés, socialistes et radicaux)                                      | Professeur de médecine légale |
| 15 mai 1904       | 1908             | Alfred Daney        | Républicain | Négociant |
| 15 mai 1908       | 19 mai 1912      | Jean Bouche         | | Ingénieur |
| 19 mai 1912       | 23 novembre 1919 | Charles Gruet       | | Chef d'entreprise |
| 1er décembre 1919 | 17 mai 1925      | Fernand Philippart  | Union républicaine nationale | Négociant |
| 17 mai 1925       | 28 août 1944     | Adrien Marquet      | SFIO - PSDF - Parti néo-socialiste | Longtemps député et maire socialiste de Bordeaux, ministre du Travail du gouvernement Gaston Doumergue II, il est ministre d'État, puis ministre de l'Intérieur dans les gouvernements Pétain et Laval V. |

### Maires de Bordeaux depuis la Libération
|  | Nom | Nom                               | Parti                  | Début du mandat | Fin du mandat   | Qualité |
|  | --- | --------------------------------- | ---------------------- | --------------- | --------------- | --- |
|  |     | Jean-Fernand Audeguil (1887-1956) | SFIO                   | 28 août 1944    | 26 octobre 1947 | Député de la Gironde (1936-1942 & 1945-1955) Président du Conseil général de la Gironde (1945-1951) |
|  |     | Jacques Chaban-Delmas (1915-2000) | RPF, RS, UNR, UDR, RPR | 26 octobre 1947 | 18 juin 1995    | Premier ministre (1969-1972) Président de l'Assemblée Nationale (1958-1969 & 1978-1981 & 1986-1988) Député de la Gironde (1946-1969 & 1973-1997) Président du Conseil régional d'Aquitaine (1974-1979 & 1985-1988) |
|  |     | Alain Juppé (1945)                | RPR puis UMP           | 18 juin 1995    | 2 décembre 2004 | Premier Ministre (1995-1997) Député de la Gironde (1997-2004) Président de la Communauté urbaine de Bordeaux (1995-2004) Démissionnaire                                                                            |
|  |     | Hugues Martin (1942)              | UMP                    | 2 décembre 2004 | 13 octobre 2006 | Député de la Gironde (2004-2007) Conseiller général de Bordeaux-3 (1979-2001) Démission des élus du conseil municipal provoquant des élections anticipées.                                                         |
|  |     | Alain Juppé (1945)                | UMP puis LR            | 13 octobre 2006 | 7 mars 2019     | Premier Ministre (1995-1997)Ministre d'État (2007) (2010-2012) Député de la Gironde (1997-2004) Président de Bordeaux Métropole (2006-2019) Démissionnaire à la suite de sa nomination au Conseil constitutionnel. |
|  |     | Nicolas Florian (1969-2025)       | LR                     | 7 mars 2019     | 3 juillet 2020  | Conseiller régional d'Aquitaine (2010-2015) Conseiller régional de Nouvelle-Aquitaine (2015-2025) Conseiller général de Villenave-d'Ornon (2001-2008)                                                              |
|  |     | Pierre Hurmic (1955)              | EELV                   | 3 juillet 2020  | En cours        | Conseiller régional d'Aquitaine (1992-2004) |

## Compléments